# Крупский (Краснодарский край)
Кру́пский — хутор в Гулькевичском районе Краснодарского края России.
Входит в состав сельского поселения Венцы-Заря.

## Население
| 2002 | 2010 |
| ---- | ---- |
| 507  | ↗515 |

## Улицы
- ул. Дружбы,
- ул. Мира[5].